# Sazovice
Sazovice (en allemand : Sasowitz, précédemment : Sazowitz) est une commune du district et de la région de Zlín, en République tchèque. Sa population s'élevait à 764 habitants en 2020.

## Géographie
Sazovice se trouve à 8 km au nord-nord-est de Zlín, à 71 km à l'est de Brno et à 244 km au sud-est de Prague.
La commune est limitée par Mysločovice et Hostišová au nord, par Zlín à l'est, par Tečovice au sud, par Otrokovice à l'ouest et par Machová au nord-ouest.

## Histoire
La première mention écrite de la localité remonte à 1362.

## Transports
Par la route, Sazovice se trouve à 6 km de Otrokovice, à 10 km de Zlín, à 84 km de Brno et à 290 km de Prague.